# Station Fałkowo
Station Fałkowo is een spoorwegstation in de Poolse plaats Fałkowo.